# Egon Overbeck
Egon Overbeck (* 11. Januar 1918 in Heide; † 12. August 1996 in Düsseldorf) war ein deutscher Offizier und Manager. Er war Vorstandsvorsitzender der Mannesmann AG.

## Leben

### Offizier
Overbeck wurde 1918 als Sohn eines Reichsbahninspekteurs und seiner Frau geboren. Er wuchs in Rendsburg auf. Nach dem Abitur 1936 trat er in die Wehrmacht ein. Als Offizier diente er an der Ost- und Westfront, er wurde mehrfach verwundet. Overbeck absolvierte die Generalstabsausbildung und wurde an der Kriegsakademie verwendet. Er war bis Ende April als Major im Generalstab Erster Generalstabsoffizier (Ia) der 1. Infanterie-Division und übernahm als Oberst nach der Verwundung von Henning von Thadden bis Kriegsende das Kommando der Division. 1945 geriet er in britische Kriegsgefangenschaft.
Wegen seiner Generalstabsfunktion wurde Overbeck im Braunbuch der DDR aufgeführt.

### Manager
Er absolvierte eine kaufmännische Lehre und studierte Betriebswirtschaft an der Universität Frankfurt am Main (Diplom-Kaufmann). 1952 wurde er an der Wirtschafts- und Sozialwissenschaftlichen Fakultät mit der Dissertation Möglichkeiten einer Erhaltung und Steigerung der westdeutschen Blei- und Zink-Erzeugung. Ein Beitrag zum Problem der westdeutschen Blei- und Zinkpreise in der Nachkriegszeit zum Dr. rer. pol. promoviert. 1948 war er Volontär bei der Metallgesellschaft AG, wo er zum kaufmännischen Leiter der technischen Abteilung aufstieg. 1951 ernannte man ihn zum Prokuristen. 1956 wurde er stellvertretendes und 1959 ordentliches Mitglied des Vorstandes (Rechnungswesen, Verwaltung und Finanzen) der Vereinigten Deutsche Metallwerke AG. 1962 wurde er Vorstandsvorsitzender der Mannesmann AG in Düsseldorf. 1983 trat er in den Ruhestand.
Overbeck war Aufsichtsratsmitglied u. a. der Hoechst AG, der Esso AG, der Allianz Versicherung AG, der Deutschen Babcock AG, der Victoria Versicherung/Leben AG der Bertelsmann AG, der Siemens AG, Ruhrkohle AG, der J. M. Voith AG, der Ruhrgas AG. Darüber hinaus gehörte er mehreren Kuratorien an. Von 1969 bis 1973 war er Vorsitzender der Wirtschaftsvereinigung Eisen- und Stahl und von 1979 bis 1984 Präsident der Deutschen Gruppe der Internationalen Handelskammer. Außerdem war er  Mitglied des Senats und des Verwaltungsrats der Max-Planck-Gesellschaft.

### Familie
Er war verheiratet und Vater von vier Kindern.

## Auszeichnungen
- 1969: Nationalorden von Senegal (Komtur)
- 1977: Nationalorden von Brasilien (Komtur)
- 1978: Großes Bundesverdienstkreuz
- 1987: Verdienstorden des Landes Nordrhein-Westfalen[3]
- 1993: Großes Bundesverdienstkreuz mit Stern
- Großer Ehrenring der Stadt Düsseldorf

## Schriften (Auswahl)
- Mut zur Verantwortung. Vom Generalstabsoffizier zum Generaldirektor. ST-Verlag, Düsseldorf 1995, ISBN 3-9804358-0-6.